# SS Westernland
El SS Westernland fue un transatlántico botado con el nombre de Regina en Escocia en 1917, renombrado Westernland en 1929 y desguazado en 1947. Comenzó su carrera como buque de transporte de tropas, repatriando tropas estadounidenses tras el armisticio del 11 de noviembre de 1918 que puso fin a la Primera Guerra Mundial. Entre 1920 y 1939 funcionó como transatlántico, tal y como se había diseñado. Durante la Segunda Guerra Mundial, el Westernland sirvió como buque de transporte de tropas, de reparación y de depósito de destructores. 
En su carrera de casi tres décadas estuvo registrado en el Reino Unido, Alemania y los Países Bajos y pasó por las manos de al menos ocho propietarios y operadores diferentes, incluidas varias importantes líneas navieras transatlánticas de la época y la Marina Real británica. El 1 de agosto de 1947, llegó a Blyth, Northumberland, para ser desguazado.